# OGLE2-TR-L9
OGLE2-TR-L9 är en ensam stjärna i norra delen av stjärnbilden Kölen. Den har en skenbar magnitud av ca 14,74 och kräver ett kraftfullt teleskop för att kunna observeras. Baserat på parallaxmätning inom Hipparcosuppdraget på ca 0,63 mas, beräknas den befinna sig på ett avstånd på ca 5 100 ljusår (ca 1 580 parsek) från solen.

## Egenskaper
OGLE2-TR-L9 är en vit stjärna i huvudserien av spektralklass F3 V och klassificeras som planetpassage-variabel. Den har en massa som är ca 1,52 solmassa, en radie som är ca 1,53 solradie och har en effektiv temperatur av ca 6 900 K.

## Planetsystem
År 2008 upptäckte Optical Gravitational Lensing Experiment (OGLE) en transiterande exoplanet, OGLE2-TR-L9 B.
| Planet | Massa        | Halv storaxel (AE) | Siderisk omloppstid (d) | Excentricitet | Inklination | Radie |
| ------ | ------------ | ------------------ | ----------------------- | ------------- | ----------- | ----- |
| b      | 4,5 ± 1,5 MJ | 0,0308             | 2,4855335 ± 0,0000007   | 0             | -           | -     |